# Ефремовские чтения
Ефремовские чтения — ежегодная литературно-научная конференция, названная именем крупнейшего советского писателя-фантаста И. А. Ефремова.

## История
Решение о проведении ежегодных Ефремовских чтений было принято секретариатом Союза писателей СССР в апреле 1987, в год 80-летия со дня рождения Ивана Антоновича.
С 1997 года Ефремовские чтения проводятся ежегодно в Вырицкой поселковой библиотеке.

## Хронология
- I Ефремовские чтения (10-15 апреля 1988, Николаев)
- II Ефремовские чтения (2-3 июня 1989, Москва)
- III Ефремовские чтения (7-12 апреля 1990, Ленинград (Комарово))[1]
- IV Ефремовские чтения (1991, Николаев)

- VIII Ефремовские чтения (23 апреля 2005 г., пос. Вырица Лен. обл.)
- IX Ефремовские чтения (22 апреля 2006, пос. Вырица Лен. обл.)
- X Ефремовские чтения (20-22 апреля 2007, Санкт-Петербург — пос. Вырица Лен. обл.)
- XI Ефремовские чтения (19 апреля 2008, пос. Вырица Лен. обл.)
- XII Ефремовские чтения (25 апреля 2009, пос. Вырица Лен. обл.)
- XIII Ефремовские чтения (25 апреля 2010, пос. Вырица Лен. обл.)
- XIV Ефремовские чтения (23 апреля 2011, пос. Вырица Лен. обл.)
- XV Ефремовские чтения (21 апреля 2012, пос. Вырица Лен. обл.)
- XVI Ефремовские чтения (27 апреля 2013, пос. Вырица Лен. обл.)

## Чтения-фестиваль
С 2009 года параллельно с чтениями в Вырице проходят Ефремовские чтения-фестиваль в Москве.
- I Ефремовские чтения-фестиваль «Иван Ефремов и путь человечества в будущее» (18 апреля 2009 г., Москва, РГГУ) http://noogen.su/videos13
- II Ефремовские чтения-фестиваль «Ойкумена» (10 апреля 2010 г., Москва, Центральная библиотека имени Данте Алигьери) http://noogen.su/videos12
- III Ефремовские чтения-фестиваль «Этика будущего» (16 апреля 2011 г., Москва, Центральная библиотека имени Данте Алигьери) http://noogen.su/videos11
- IV Ефремовские чтения-фестиваль «Становление Человека: научные, культурные и философские аспекты» (14 апреля 2012 г., Москва, Институт элементоорганических соединений им. А.Н.Несмеянова РАН) http://noogen.su/videos6
- День памяти И.А. Ефремова (7 октября 2012 г., Москва, Центральная библиотека имени Данте Алигьери) http://noogen.su/videos5
- V Ефремовские чтения-фестиваль «Полвека романа И.А.Ефремова "Лезвие бритвы"» (13 апреля 2013 г., Москва, Институт элементоорганических соединений им. А.Н.Несмеянова РАН) http://noogen.su/videos8
- VI Ефремовские чтения-фестиваль «И. А. Ефремов: настоящее и будущее» (18 апреля 2015 г., Москва, Минералогический музей им. А.Е. Ферсмана) http://noogen.su/Chtenija2015/Foto http://noogen.su/Chtenija2015/Foto
- VII Ефремовские чтения-фестиваль (14 апреля 2018 г., Москва, культурный центр “Entre Amigos”) http://noogen.su/festival2018
- VIII Ефремовские чтения-фестиваль (14 апреля 2019 г., Москва, ДК ВДНХ) http://noogen.su/festival2019
- IX Ефремовские чтения-фестиваль (24 апреля 2021 г., Москва, Библиотека № 240 “Techno Science”) http://noogen.su/festival2021
- X Ефремовские чтения-фестиваль (23 апреля 2022, Москва, ГПНТБ) http://noogen.su/festival2022